# 扬-尼克拉斯·贝斯特
扬-尼克拉斯·贝斯特（德語：Jan-Niklas Beste，1999年1月4日—）是一位德国足球运动员，現效力於德甲球隊弗賴堡，也曾入选各级德国青年国家足球队，于场上可司职边锋或边后卫。

## 俱乐部生涯
贝斯特出生于哈姆，自幼便在家乡的马克（VfL Mark 1928）和哈姆等俱乐部接受足球训练。2007年，他以8岁之龄加入德甲俱乐部普鲁士多特蒙德的青训营，先后历经各级梯队，直至2017年才进入一线队大名单。贝斯特在当季德国足协杯第一圈以4比0战胜里拉辛根-阿尔伦的比赛中首次亮相，并踢满90分钟。然而，他此后仅获得过两次出场机会，分别是在欧罗巴联赛淘汰赛首轮对阵亚特兰大的第一和第二回合。在接下来的2018-19赛季，贝斯特原本被安排在多特蒙德二队，但云达不来梅看中了他的潜力，以大约25万欧元的转会费将其招致麾下，尽管最初也只能下放二队。
至2019-20赛季，贝斯特被租借至荷甲俱乐部埃门，以获得更高水平的比赛锻炼。他与云达不来梅仍然有一份期至2021年届满的合同。2019年8月24日，贝斯特在客场以1比2不敌威廉二世的比赛中完成首秀，但这名边后卫却于10月遭受膝盖伤病，不得不接受手术并长期缺阵。直到赛季末段，他才重返赛场，当季仅参加了6场荷甲比赛。
2020-21赛季，云达不来梅再将贝斯特外借至德乙俱乐部雅恩雷根斯堡，为期两年。时任主教练梅萨德·塞林贝戈维奇将他交替用作边后卫或边锋。贝斯特在德乙的首个赛季共出场16次，其中首发8次并射入2球。2021-22赛季，这位左脚球员主责攻击翼位，但出现在右路。他在26场德乙联赛（首发22次）射入4球。
时年23岁的贝斯特在2022-23赛季并未回到不来梅，而是转会至德乙俱乐部海登海姆。他与新东家签订了一份期至2025年6月30日届满的合同。随着球队以德乙冠军身份升入德甲，贝斯特得以于2023年8月26日（第2轮）首次在德甲比赛中亮相。在主场以2比3不敌霍芬海姆1899的比赛中，尽管他于第16分钟错失了一个点球，但仍于十分钟后凭借直接任意球射入海登海姆在德甲联赛中的首球。

## 国家队生涯
贝斯特曾于2014年至2018年间入选各级德国青年国家足球队。2024年3月，他首度被联邦主教练尤利安·纳格尔斯曼征召入德国成年国家队的大名单，以参加对阵法国和荷兰的两场友谊赛。然而，贝斯特却在训练中遭遇内收肌拉伤，迫使他在上述比赛之前退出国家队。

## 成就
- 德国足球乙级联赛冠军：2023年
- 德国19岁以下足球锦标赛冠军：2017年
- 德国17岁以下足球锦标赛冠军：2015年
- 当月最佳入球：2023年8月